# Head Over Heels
«Head Over Heels» (Cayéndose) es una canción y sencillo que publicó el grupo sueco ABBA. Con este sencillo se vio cómo la popularidad de ABBA decayó al no alcanzar altos puestos en las listas en varios países. A pesar de todo le fue bien en Europa siendo un gran éxito, excepto en el Reino Unido.

## La canción
Fue escrita por Benny y Björn. Fue grabada el 2 de mayo de 1981, en los estudios de Polar Music, llamada primeramente "Tango". La canción habla sobre una mujer muy prepotente y millonaria, que obliga a su esposo a cumplirle cada capricho y deseo que ella tenga, lo que la hace una mujer muy especial, según la canción. Este tema viene incluido en el álbum The Visitors como la pista número 2.
"Head Over Heels" no fue un sencillo muy exitoso para los estándares del grupo. De hecho, rompió la racha de 18 sencillos consecutivos dentro del Top 10 que ABBA tenía en las listas del Reino Unido (desde "S.O.S". en octubre de 1975 hasta "One of Us" en diciembre de 1981), racha que sólo es igualada por The Beatles. En este país la canción sólo llegó al número 25. Sin embargo, aún tuvieron suficiente éxito para entrar en el Top 10 en varios países como Bélgica, Austria, Francia y Alemania. Esta canción fue el último número uno en Holanda.

## El lado B
"The Visitors (Crackin' Up)" (Los Visitantes) fue el lado B de este sencillo. Fue escrita por Björn y Benny y grabada el 22 de octubre de 1981. La canción habla en una forma muy confusa: dice que ellos están esperando visitas, pero al mismo tiempo mueren de la risa, y cuando finalmente llega piden auxilio. Se dice que la canción habla sobre las reuniones secretas que se tenían en esa época por la Guerra Fría para tratar de espíar al enemigo. Este tema viene incluido en el álbum The Visitors como la pista número 1.
En México el lado B fue "No Hay A Quien Culpar".

## Video musical
El vídeo de "Head Over Heels" es estelarizado por Frida, quien simplemente actúa lo que dice la canción, y lleva a Björn de compras. Agnetha y Benny se limitan a salir cantando en un estudio en blanco. Fue grabado el 21 de enero de 1982 en Estocolmo. Fue dirigido por Lasse Hallström.
La canción está disponible en The Definitive Collection (DVD) y en The Complete Studio Recordings.

## Posicionamiento en listas
| Lista (1982)                          | Máxima posición |
| ------------------------------------- | --------------- |
| Alemania (Offizielle Deutsche Charts) | 19              |
| Austria (Ö3 Austria Top 40)           | 8               |
| Bélgica (Flandes) (Ultratop 50)       | 3               |
| España (Los 40 Principales)           | 18              |
| Francia (Top 30 Singles)              | 10              |
| Irlanda (IRMA)                        | 14              |
| México (Mexican Singles)              | 5               |
| Países Bajos (Dutch Top 40)           | 4               |
| Países Bajos (Mega Single Top 100)    | 1               |
| Reino Unido (Official Charts Company) | 25              |
| (Top 25 Die Sonntags-BLICK-Hitparade) | 18              |

## Personal
- Agnetha Fältskog - voz principal
- Anni-Frid Lyngstad - coros
- Björn Ulvaeus - guitarra
- Benny Andersson - teclados, sintetizador